# Hardebek
Hardebek é um município da Alemanha localizado no distrito de Segeberg, estado de Schleswig-Holstein.
Pertence ao Amt de Bad Bramstedt-Land.